# Rosny-sous-Bois
Rosny-sous-Bois é uma comuna francesa , localizada no leste de Paris, no departamento de Seine-Saint-Denis, na região da Ilha de França. Seus habitantes são chamados de Rosnéens e Rosnéennes.

## Geografia

### Transporte

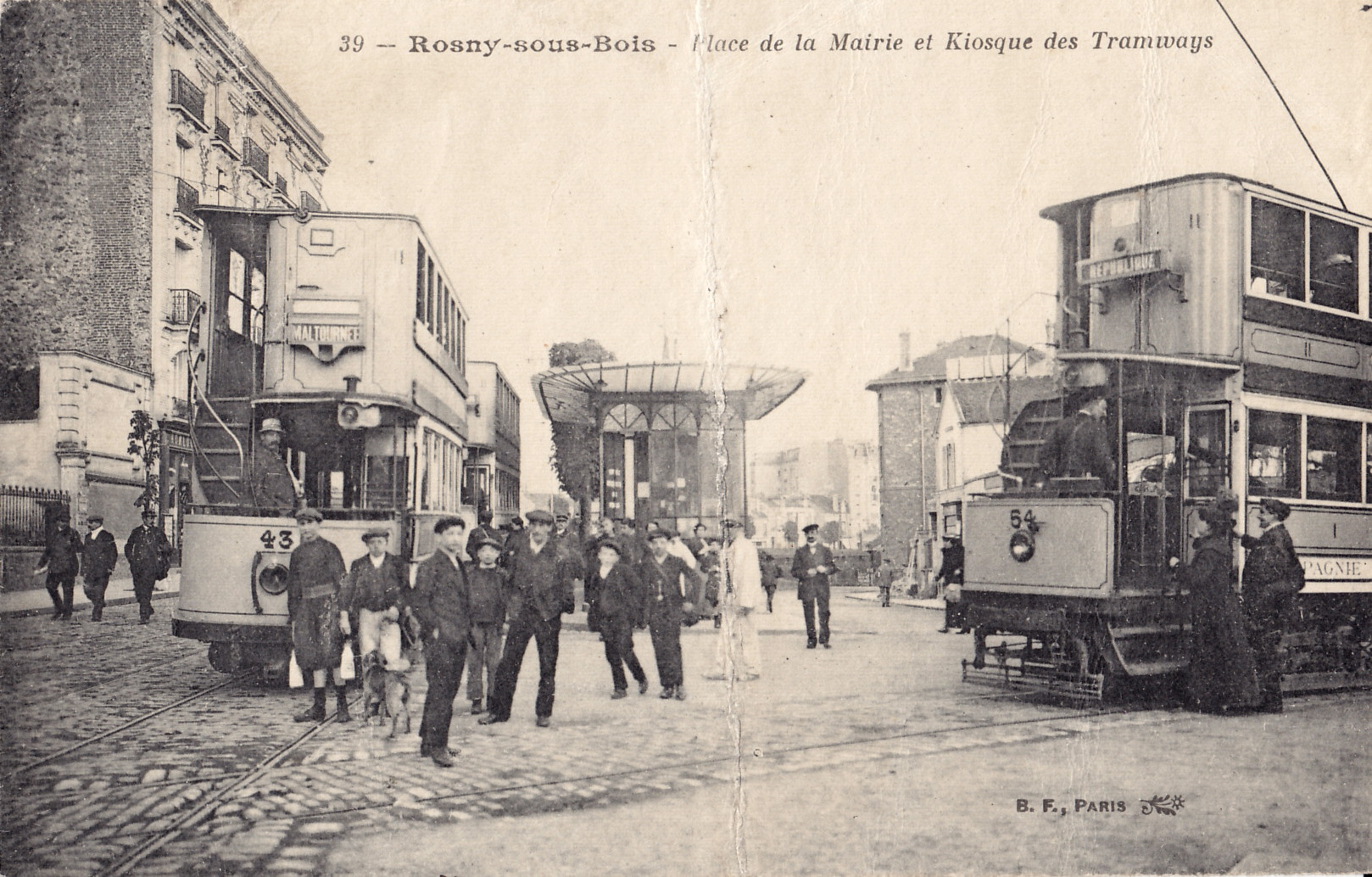
O velho bonde dos Nogentais servia a cidade até 1935.

A linha Paris-Mulhouse foi aberta desde 1852, e a primeira estação serviu Rosny em 1856. Nos últimos anos do século XIX, Rosny foi servida por uma pequena quantidade de vinte trens em cada sentido, colocando a comuna a 25 minutos de Paris.
Rosny foi também servida por três linhas de tramways da Compagnie des Chemins de fer nogentais : 
- Linha 4 : La Maltournée (Neuilly-Plaisance) - Mairie de Rosny-sous-Bois, aberto desde 1894 ; a tração foi de ar comprimido, auto-propelido Mékarski, em seguida elétrica depois de 1900 (linha renumerada 116 em 1921, pelo novo operador, a STCRP) ;
- Linha 6, aberta em 21 de junho de 1900, que ligava a place de la République em Paris a Villemomble (Estação de Raincy - Villemomble - Montfermeil) (que portava a partir de 1921 o N° 118) ;
- Linha 9, aberta em 13 de março de 1902, entre Porte de Vincennes e Villemomble (Estação de Gagny) (renumerada 121 em 1921).

Estas linhas foram transformadas em linhas de ônibus entre 1935 e 1937.

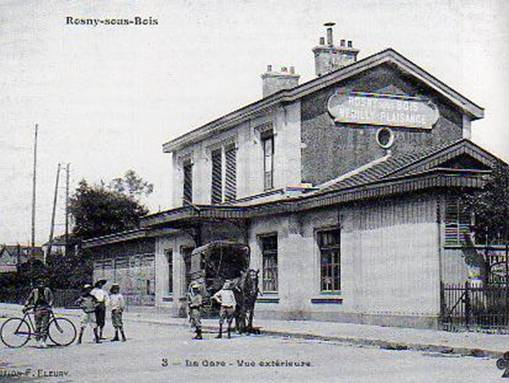
A primeira estação serviu a comuna a partir de 1856. Em 1912, ela foi substituído pelo atual edifício.

A cidade atualmente tem duas estações da linha RER E : Rosny-sous-Bois e Rosny-Bois-Perrier.
Rosny-sous-Bois é atravessada pela A86, a A103 e a A3 está localizada nas proximidades e são acessíveis através do trevo de Rosny. Ela abriga o Centre national d'information routière, que permite informar os motoristas sobre as condições de tráfego. É a sede do Bison Futé.
A extensão da Linha 11 do Metrô de Paris, para Rosny-Bois-Perrier parece ser finalmente adquirido, desde que o contrato do projeto Estado-região 2007-2013, adotado pelo conselho regional, em 16 de fevereiro, prevê um orçamento de 10 milhões de euros (3 a expensas do Estado, 10 à custa da região da Ilha de França) para os estudos e o primeiro trabalho desta linha que passará por Montreuil e Romainville.
A comuna de Rosny-sous-Bois é servida por várias linhas de ônibus do grupo RATP

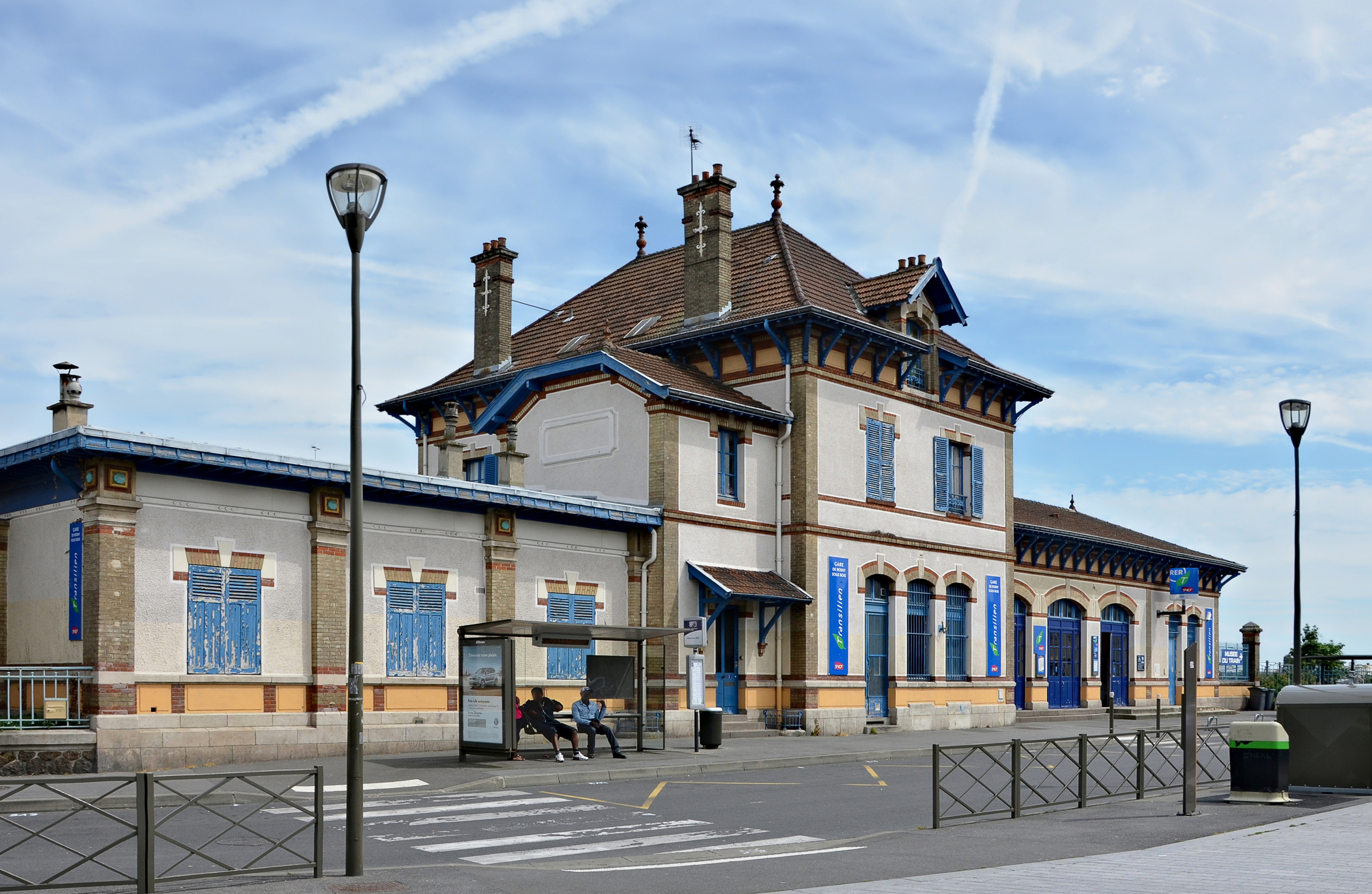
A estação, atualmente.

## Toponímia

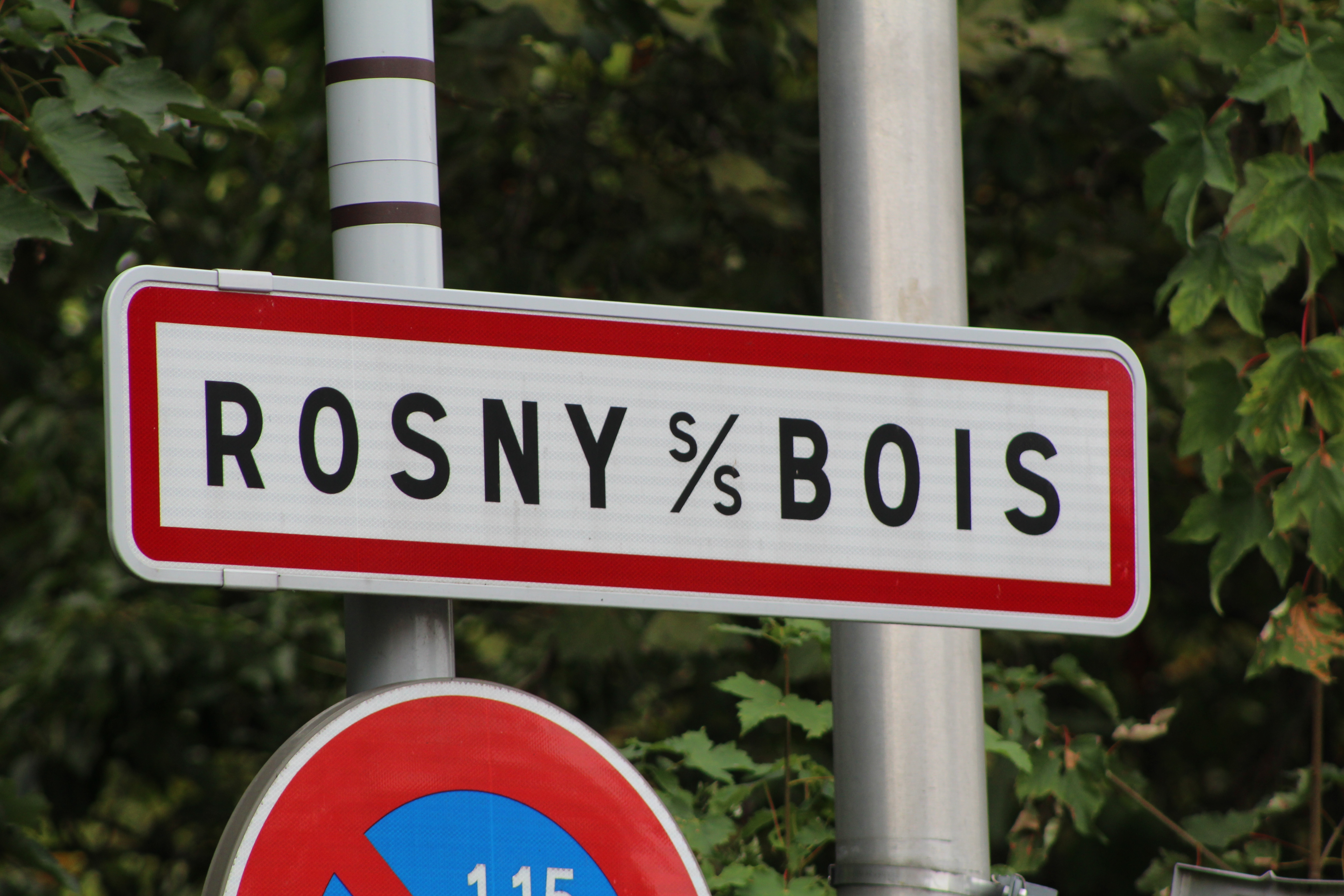
Placa de entrada em Rosny após Neuilly-Plaisance.

O lugar é conhecido por vários nomes, dependendo da época : Redomatum, Rodoniacum em 1163 ; Rooneio, Roonio, Rodonio no século XIII ; Rosny em 1344 ; Rooniaco no século XV ; Rôni , em 1740,.
No século XVIII, aparece a menção "sous le bois" ("sob o bosque") ou "sous le bois de Vincennes" ("sob o bosque de Vincennes") ; o nome atual de Rosny-sous-Bois é assumido oficialmente em 1897.

## História
A existência de uma cidade merovíngia é evidenciada pelas escavações ao lado de igreja Sainte-Geneviève.
Em 1163, uma bula do papa Alexandre III faz menção de Rodoniacum : "A igreja com a vila em torno", bem como a terra pertenceram à abadia de Sainte Geneviève. O abade de Sainte-Geneviève devia, a cada ano, doar ao rei seis gansos brancos para o feudo que o domínio real tinha em Rosny. De acordo com um manuscrito de 1291, Os Miracula sanctae Genovefae post mortem contam que em 866, os religiosos que relataram as relíquias de santa Genoveva de Marizy (Aisne), onde o santuário da santa havia sido abrigada em 861 para escapar dos Normandos, pararam em Rosny-sous-Bois.

As pedreiras de gipsita são exploradas a partir de pelo menos 1640 no setor da rue Rochebrune. Esta exploração cessou na segunda metade do século XX, mas deixou sequelas que trouxeram para baixo várias casas que estavam acima. A antiga pedreira foi recentemente transformada em um parque municipal.

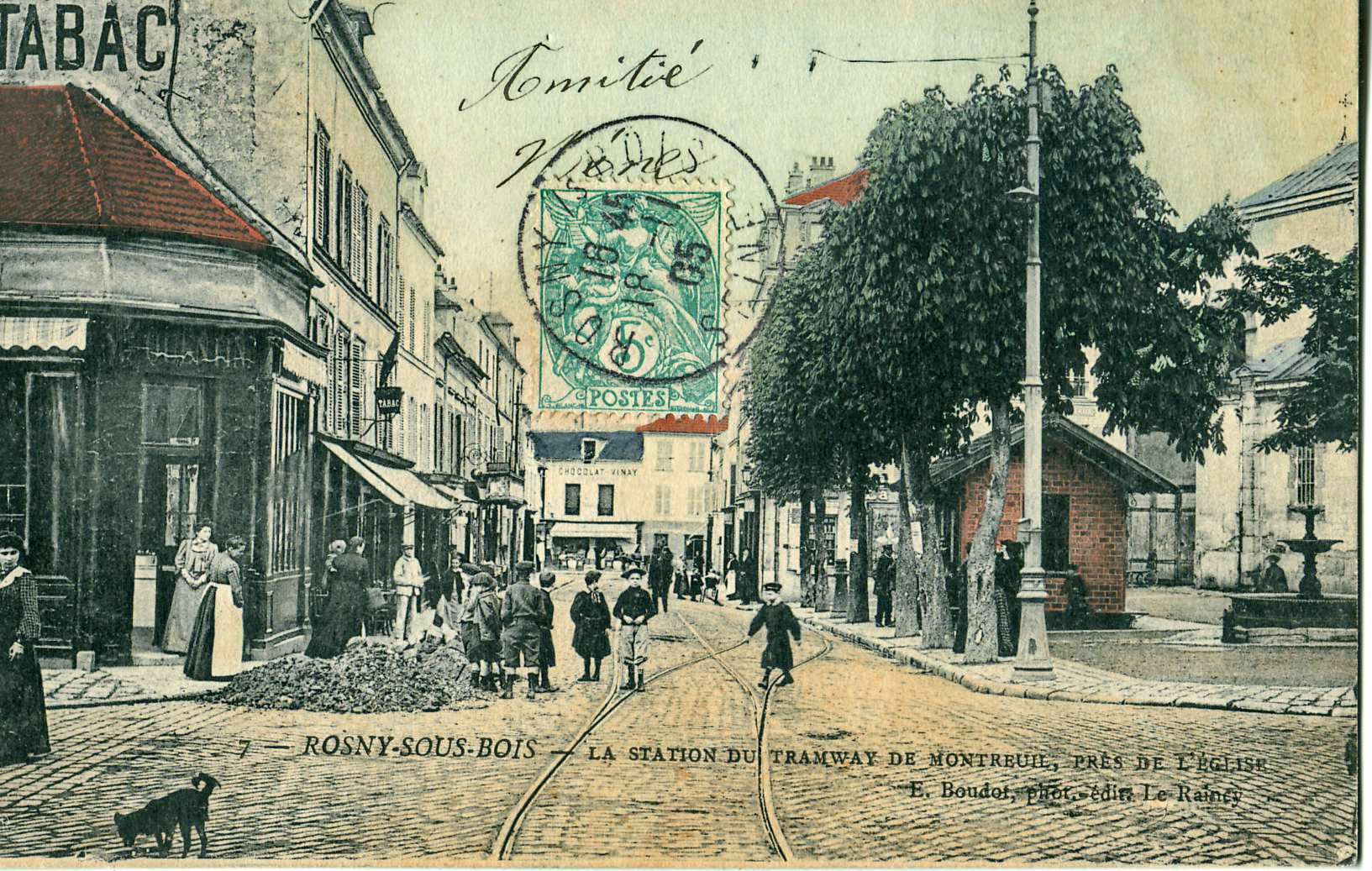
Paisagem do centro da cidade para 1905. A estação do bonde Nogentais e seus trilhos, implantadas no meio da rua, pode ser visto.
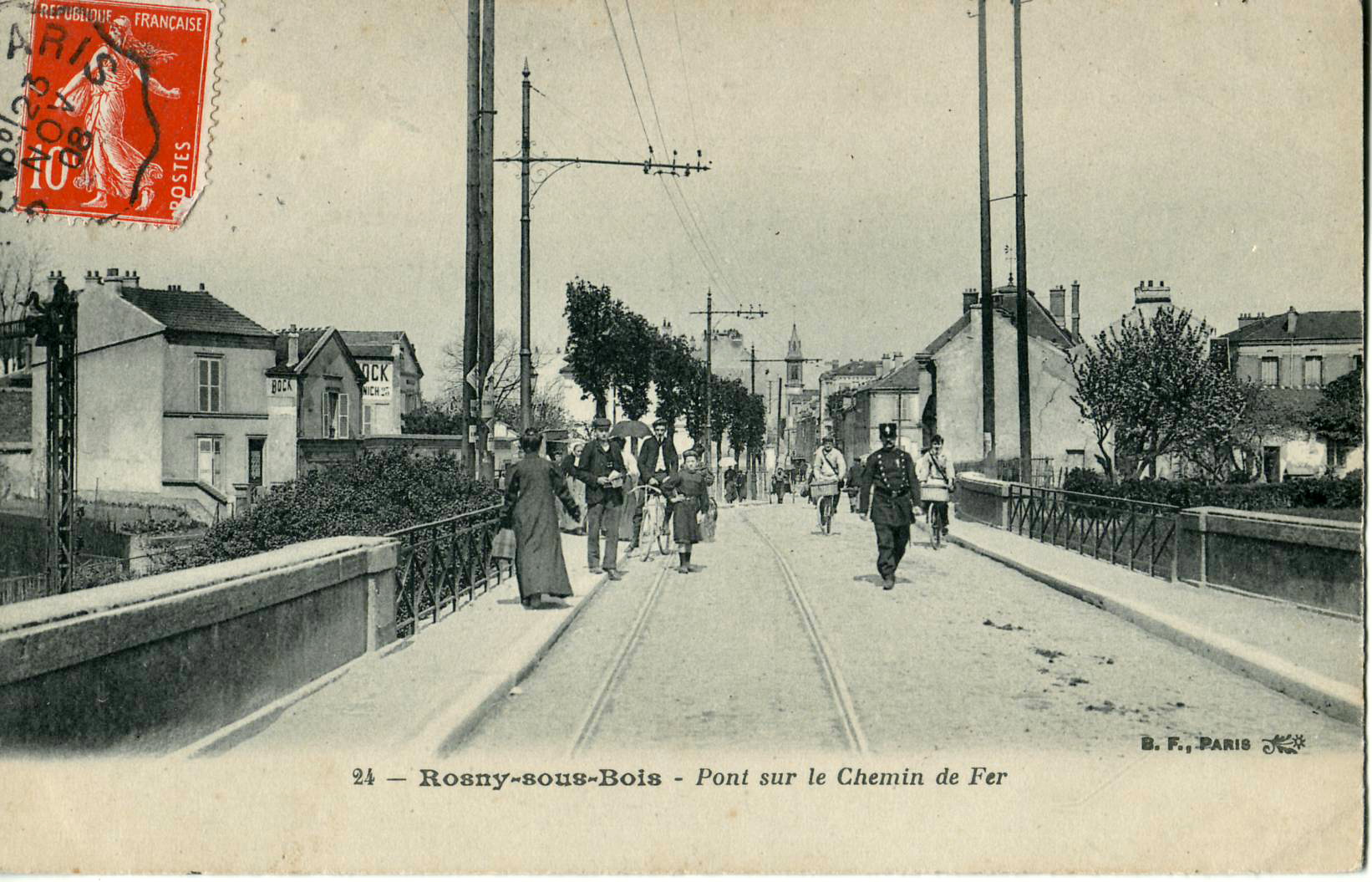
Vista da Ponte Ferroviária, na mesma época ...
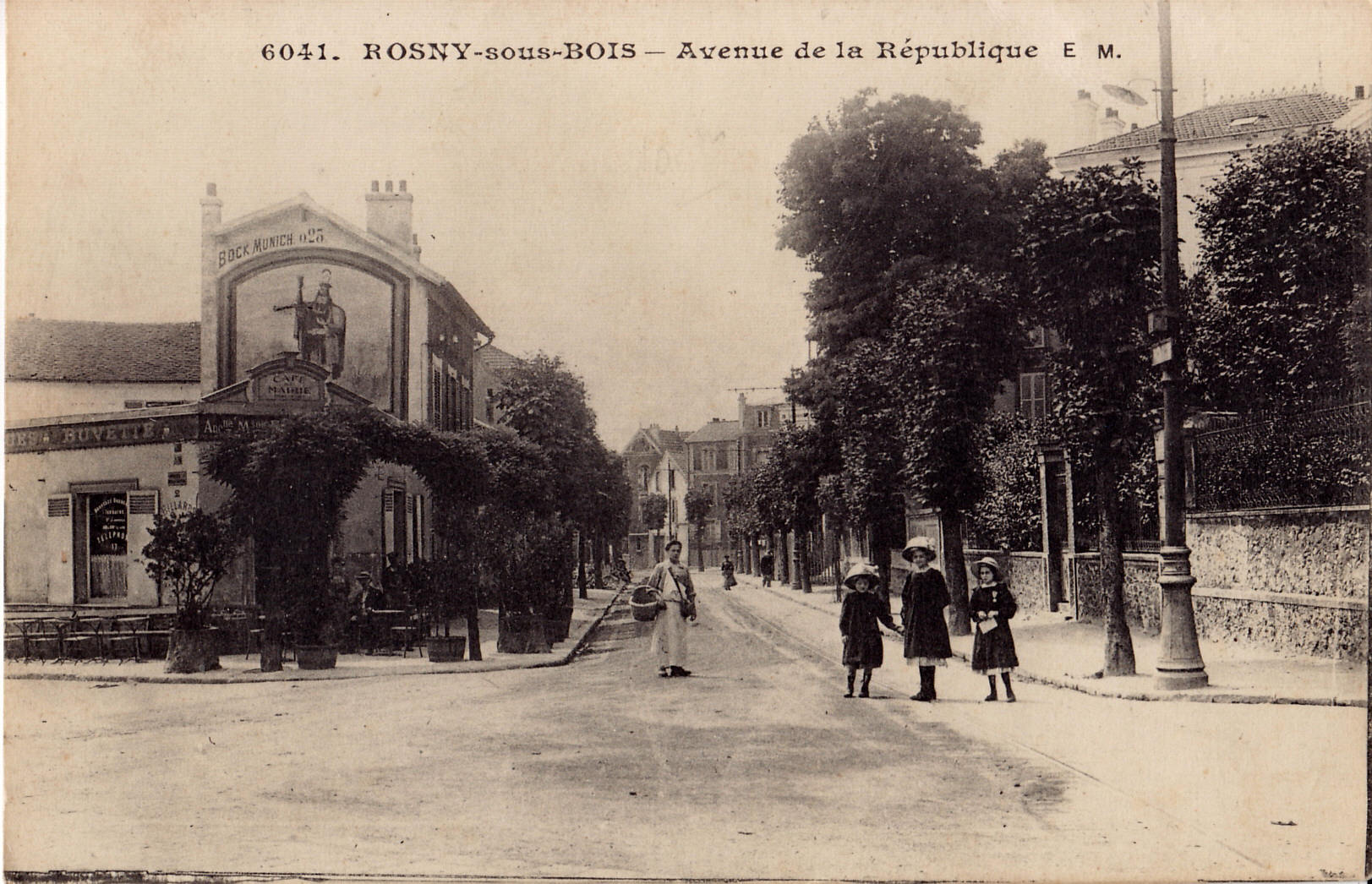
... e a Avenue de la République, com o Café de la Mairie.

A cidade conta com vários conjuntos de habitação social. Desde 2006, a cidade experimentou numerosas destruições de edifícios da década de 1960 para reconstruir de novo edifícios residenciais novos em torno da cidade. No mesmo ano, o novo bairro Les Portes de Rosny estava em construção.
Com 41 254 habitantes em 2011, Rosny é a 15a comuna mais populosa de Seine-Saint-Denis assim como a 170a mais populosa da França.

## Política e administração

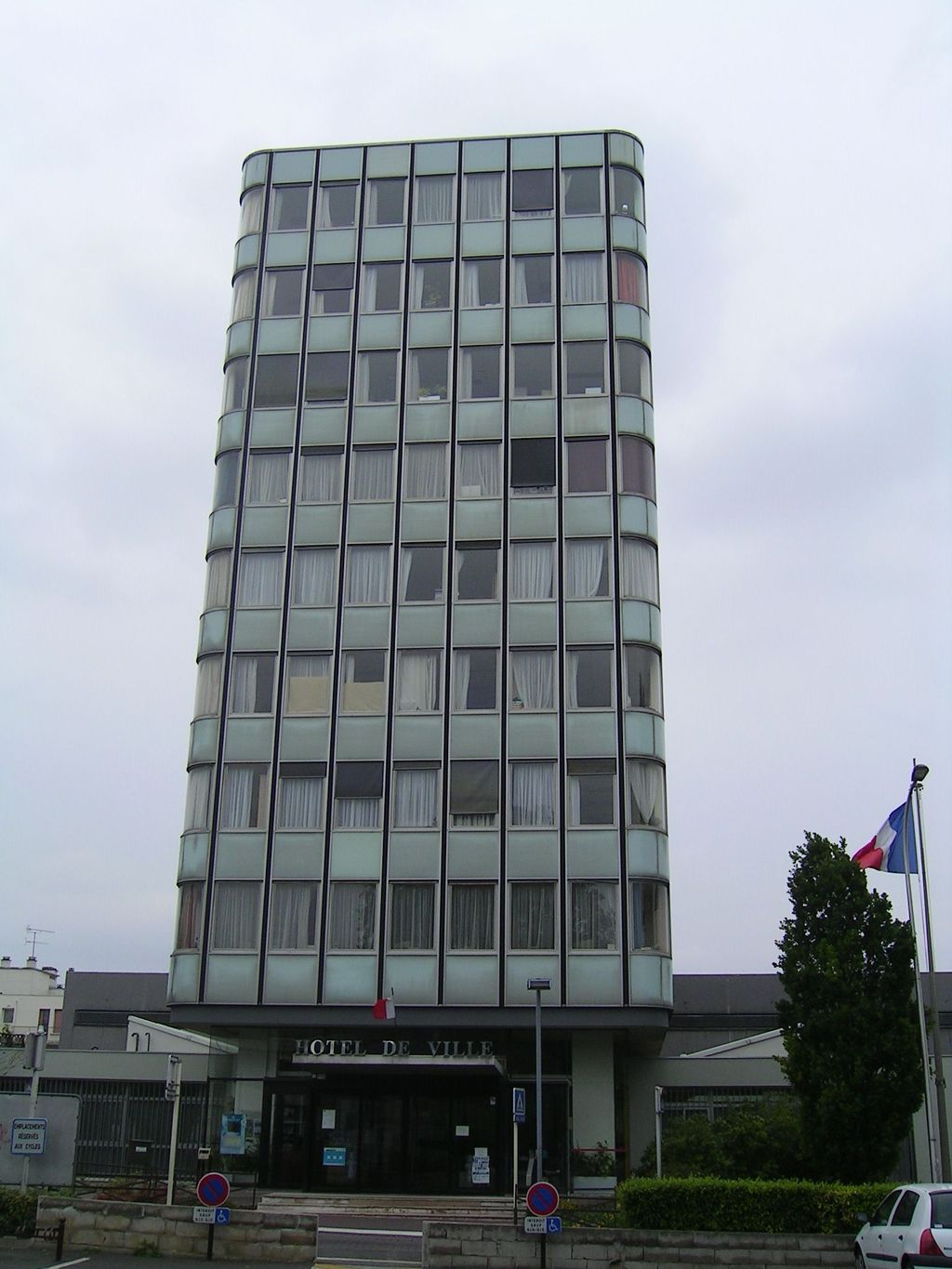
Hôtel de ville.

### Ville Internet

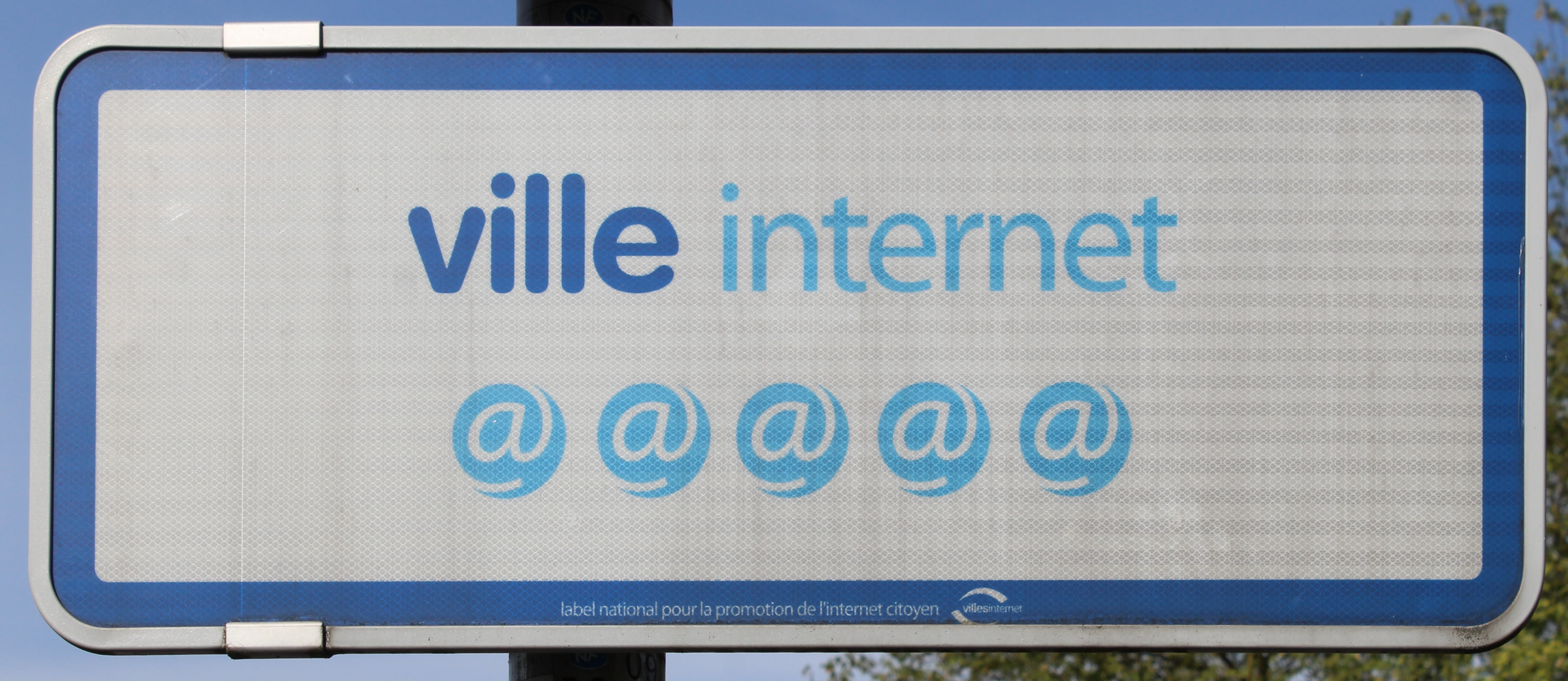
Painel Ville Internet.

Em 2010, a comuna de Rosny-sous-Bois foi recompensada pelo certificado "Ville Internet @@@@@".

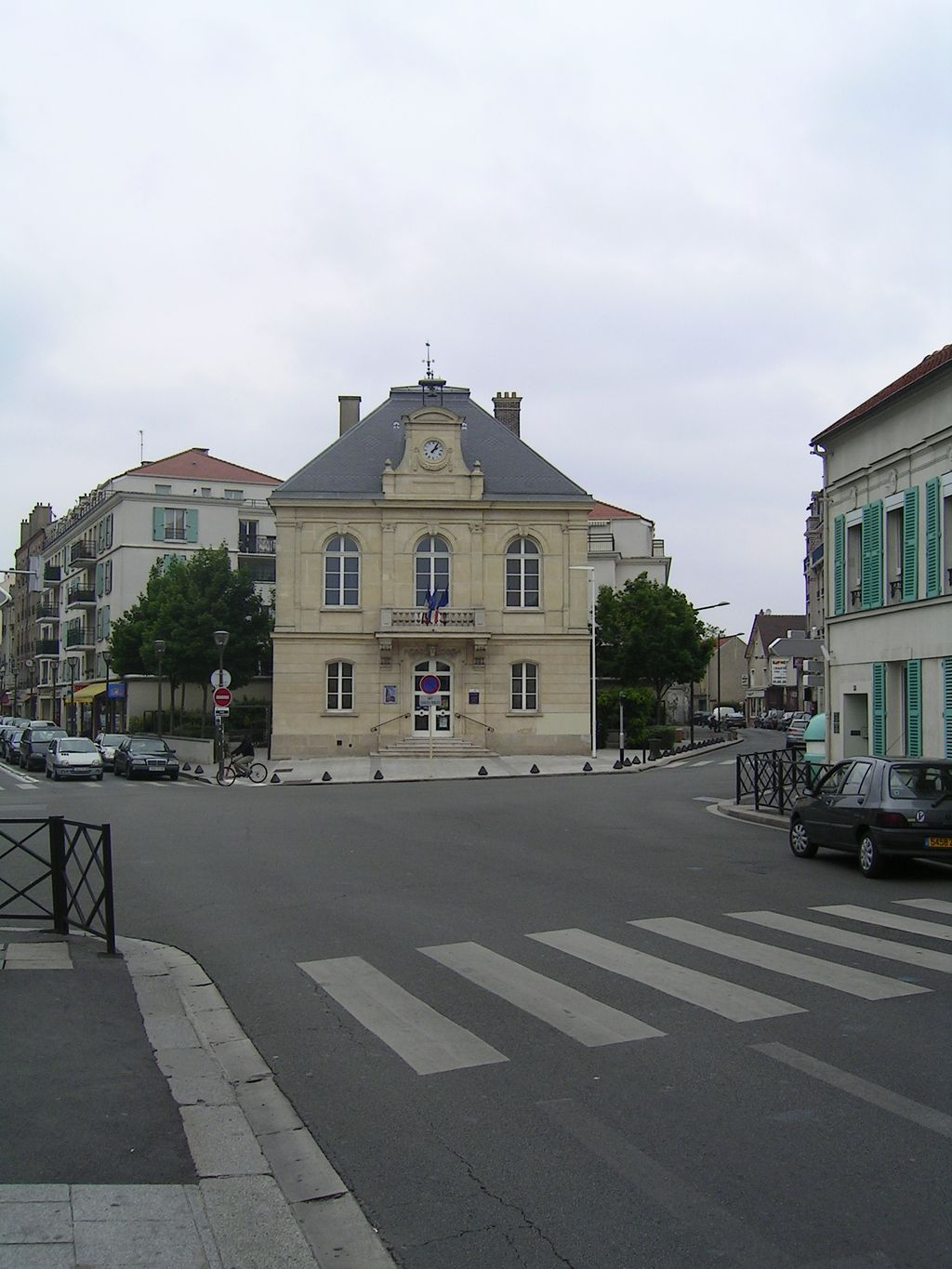
Antiga prefeitura, no centro da cidade.

### Geminação
- Übach-Palenberg (Alemanha) (1990)
- Yanzhou (China) (2006)
- Cotonou (Benim) (2006)

## Cultura e patrimônio

### Lugares e monumentos
- O forte de Rosny

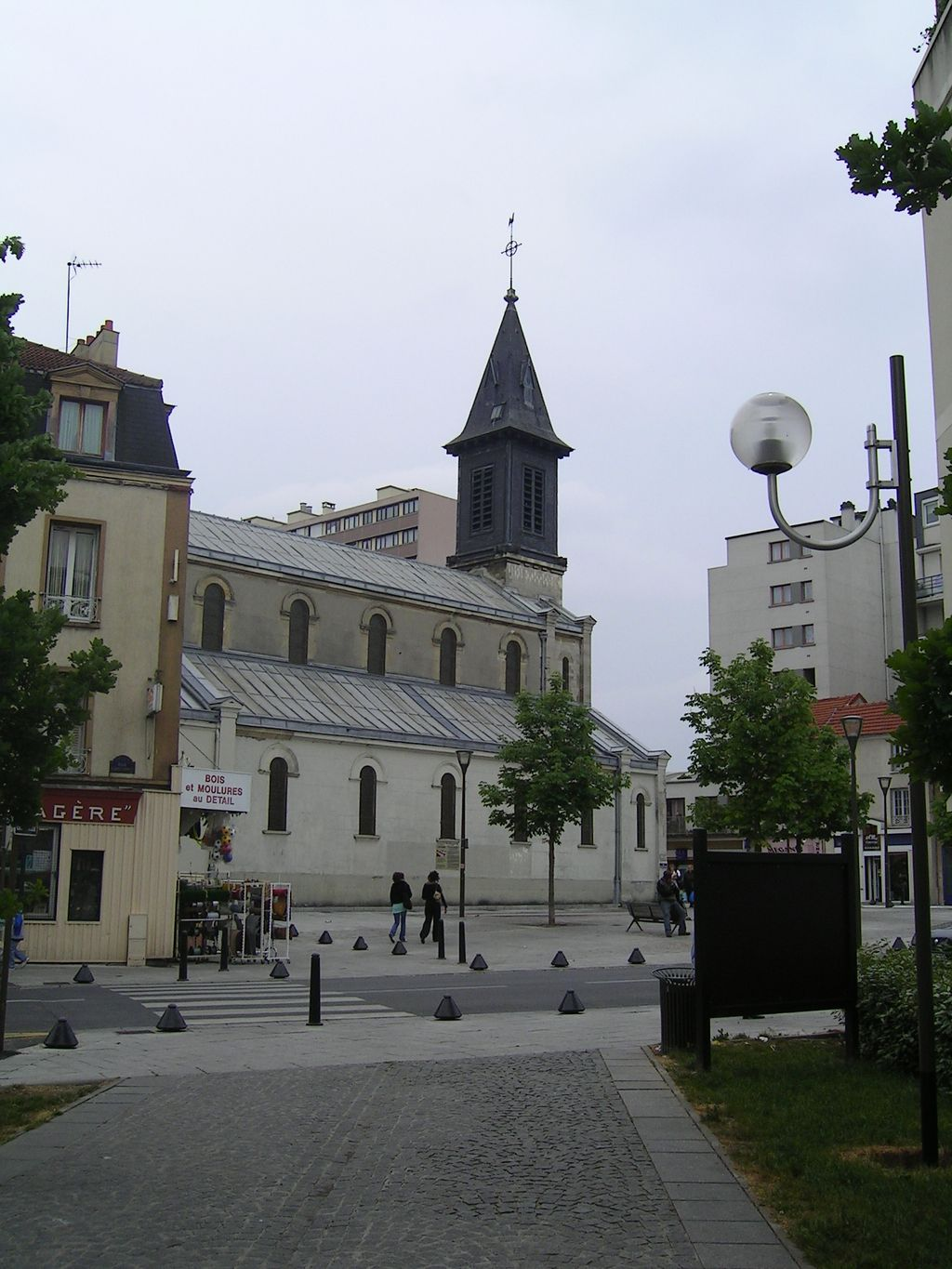
Igreja Sainte-Geneviève.

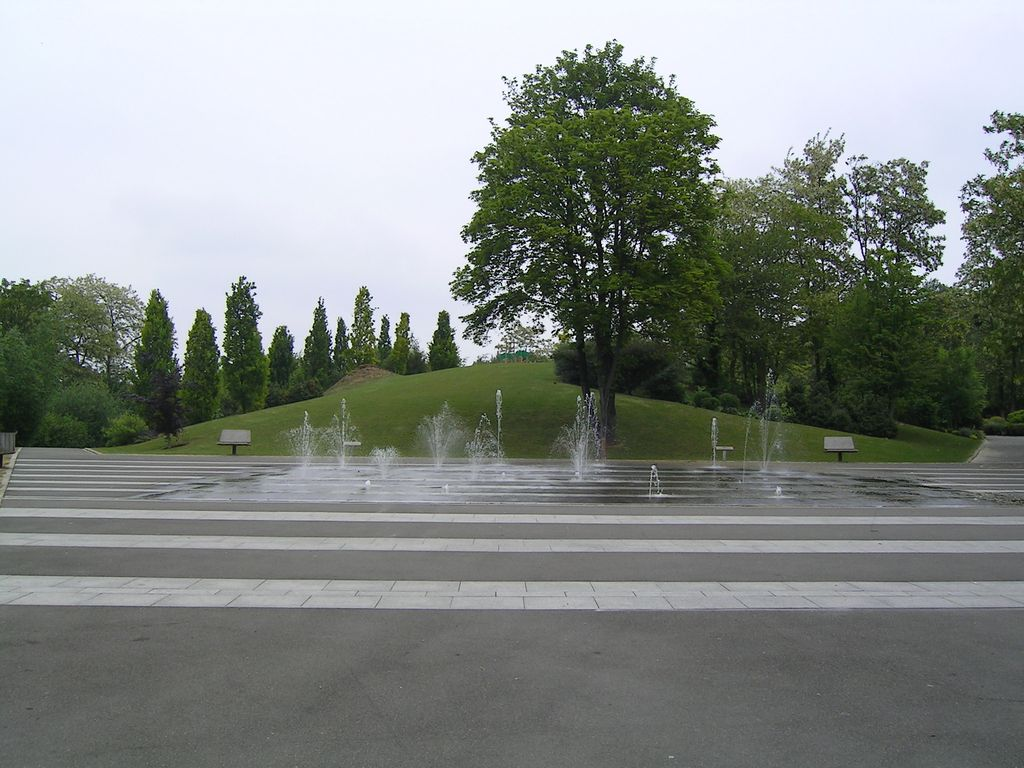
O parque Decésari, local de relaxamento dos Rosnéens.

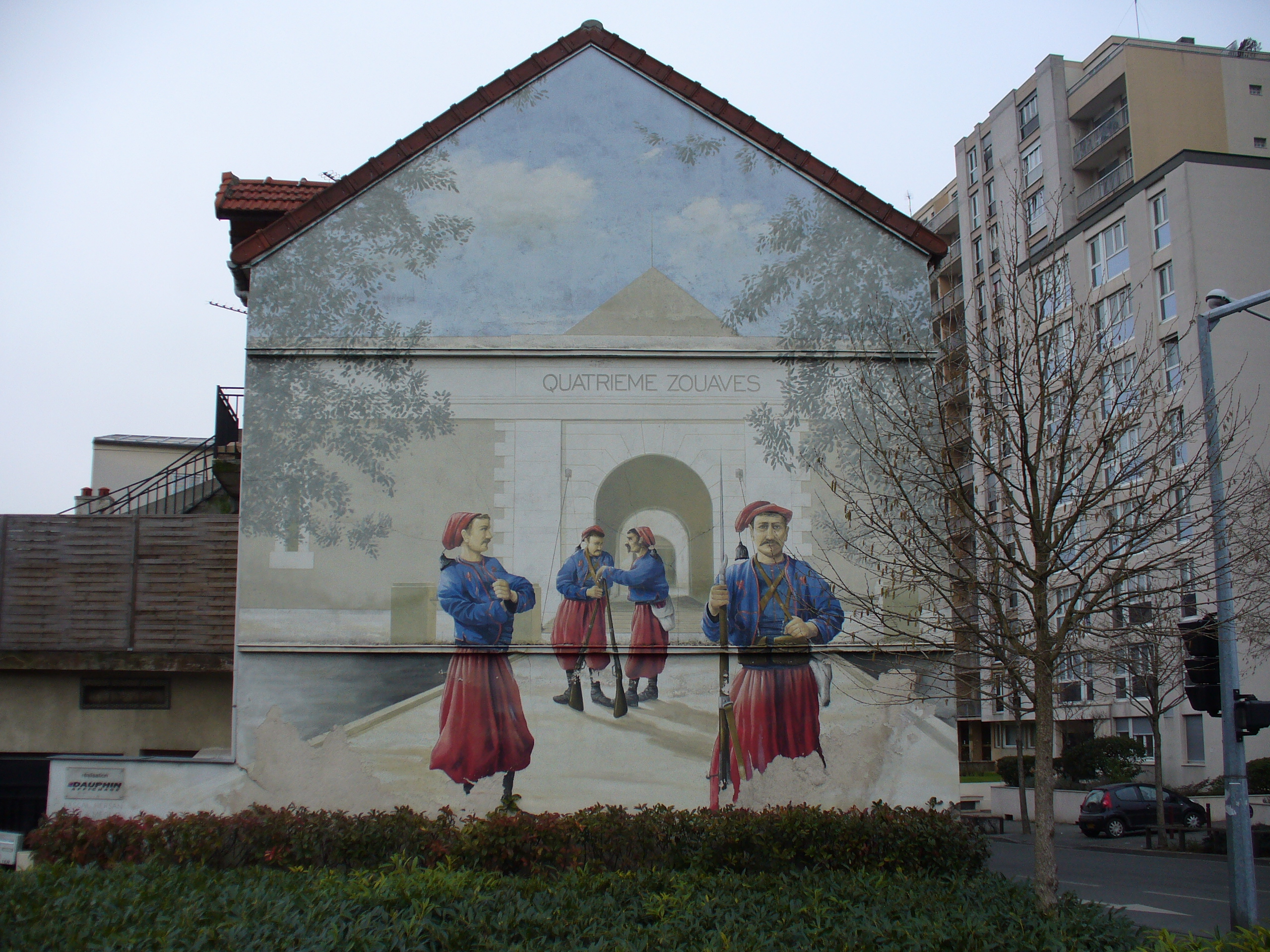
Pintura mural em homenagem aos zuavos.

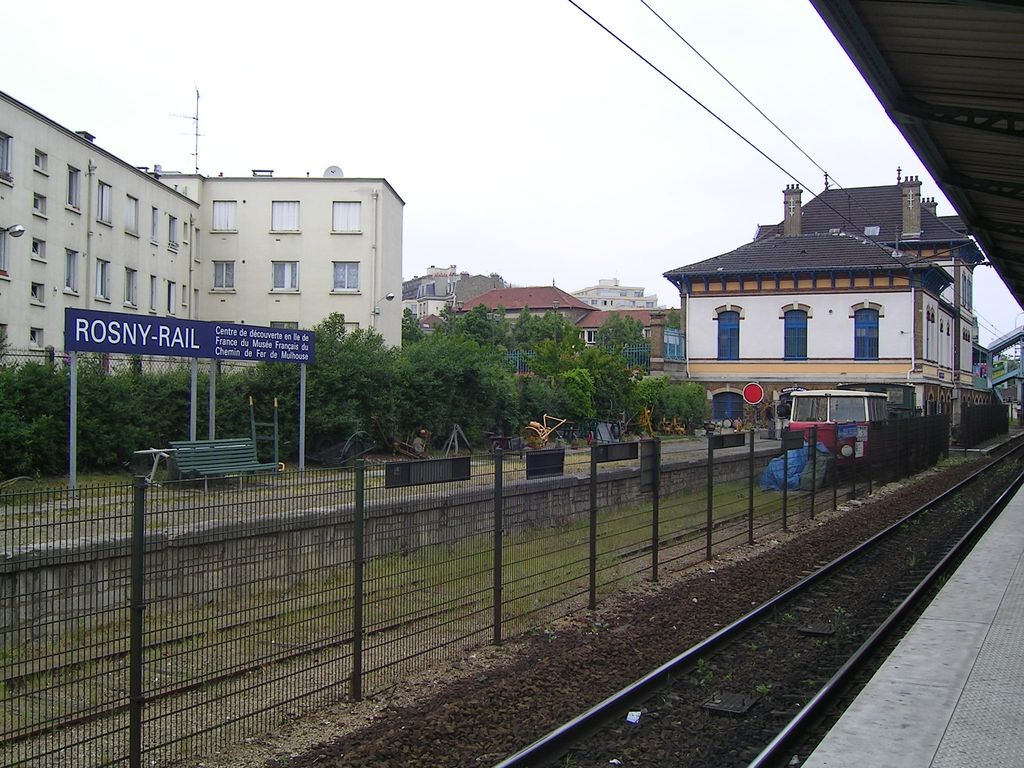
Rosny-Rail, estação de Rosny-sous-Bois.

- O Musée Régional du Chemin de Fer de Rosny-sous-Bois (Rosny-Rail)[8] · [9].
- O museu comunal Louis-Émile-Auxerre (l’Histoire de Rosny), 7 rue Saint-Claude, abrigado em uma bela casa burguesa de mó do início do século XX[10]
- A igreja Sainte-Geneviève.
- A igreja Saint-Laurent.
- A capela Notre-Dame-de-la-Visitation.
- A estação, datando de 1910.
- A cidade é a sede do Centre national d'information routière (Bison futé).
- O golfe municipal da cidade.
- O parc Jean-Decésari, parque comunal situado em frente à Prefeitura.

### Personalidades ligadas à comuna
- Laurent Cugny : professor da Universidade Paris Sorbonne-Paris IV, diretor da Maison du jazz, antigo diretor da ONJ, compositor.
- Nicolas Douchez : futebolista (Paris-Saint-Germain)
- Frédérique Jossinet : judoca
- Reynald Lemaître : futebolista (SM Caen)